# Zonsverduistering van 11 juni 1983

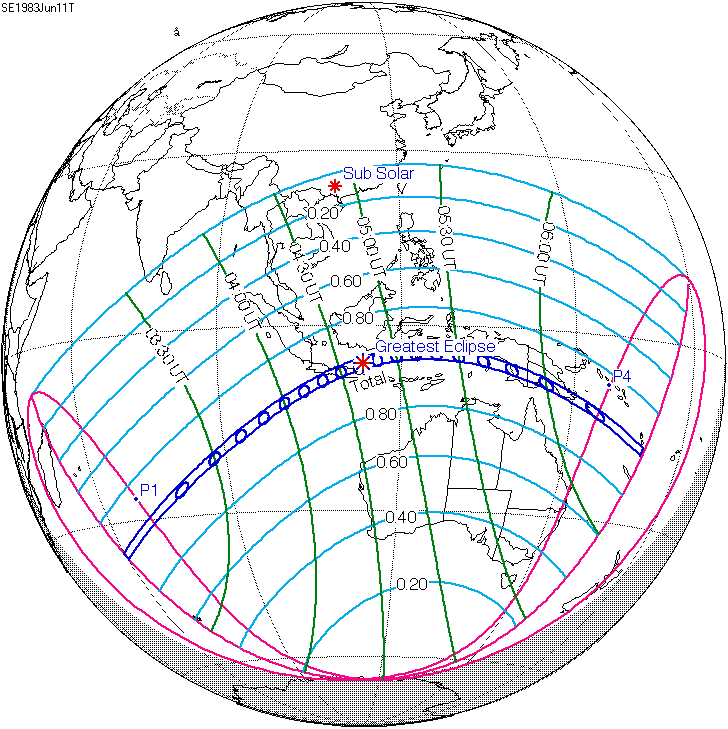
De zonsverduistering was te zien tussen de blauwe lijnen.

De totale zonsverduistering van 11 juni 1983 trok veel over zee, maar was achtereenvolgens te zien op of in deze vier (ei)landen: Kersteiland, Indonesië, Papoea-Nieuw-Guinea en Vanuatu.

## Lengte

### Maximum
Het punt met maximale totaliteit lag op zee tussen de eilanden Java, Kalimantan en Sulawesi van Indonesië en duurde 5m10,7s.

### Limieten
| Fenomeen                    | Code | Tijdstip UTC |
| --------------------------- | ---- | ------------ |
| Eerste contact bijschaduw   | P1   | 02:09:34.2   |
| Eerste contact kernschaduw  | U1   | 03:10:10.8   |
| Kernschaduw compleet vanaf  | U2   | 03:12:29.2   |
| Bijschaduw compleet vanaf   | P2   | Niet         |
| Maximum eclips              | GE   | 04:42:42.1   |
| Bijschaduw compleet t/m     | P3   | Niet         |
| Kernschaduw compleet t/m    | U3   | 06:12:58.6   |
| Laatste contact kernschaduw | U4   | 06:15:21.0   |
| Laatste contact bijschaduw  | P4   | 07:15:49.6   |